# John 5
John William Lowery (Grosse Pointe, Michigan, SAD, 31. srpnja, 1971.), poznatiji kao John 5, američki je gitarist. Umjetničko ime je dobio 1998. kad je napustio grupu Davida Leeja Rotha i pridružio se industrial metal-sastavu Marilyn Manson kao glavni gitarist, zamjenjujući Zima Zuma. Još uvijek nastupa pod imenom "John 5", iako sve manje otkako se pridružio sastavu Roba Zombieja.
Kao solo gitarist snimio je sedam samostalnih albuma: Vertigo (2004.), Songs for Sanity (2005.), The Devil Knows My Name (2007.), Requiem (2008.), The Art of Malice (2010.),  God Told Me To (2012.) i Careful with That Axe (2014.). Objavio je i kompilaciju Remixploitation (2009.). 
Također radi kao teksopisac za Chrysalis Records, surađuje s izvođačima kao što su Matt Ball, Avril Lavigne, Rob Halford, k.d. lang, Garbage, Meat Loaf, Scorpions, Ozzy Osbourne, Slash i FeFe Dobson. Usto je bio i član grupe Lynyrd Skynyrd.

## Karijera
John je kao gitarist i tekstopisac ostvario karijeru u mnogo sastava i u suradnji s brojnim izvođačima; 2wo (od 1996. do 1998.), David Lee Roth (od 1998. do 2003.), Marilyn Manson (od 1998. do 2004.), Loser (od 2005. do 2006.) te je trenutno član sastava Rob Zombie u koji je pristupio 2005. godine. Godine 2004. započinje i samostalnu karijeru te je objavio sedam studijskih albuma. 

## Osobni život
John se 2002. oženio pornografskom glumicom Arijom Giovanni, ali su se rastali 2006. godine. Trenutno je u braku s frizerkom Ritom Lowery.

## Rani život
John je rođen 1971. godine u Michiganu. Počeo je svirati gitaru kada je imao sedam godina, gledajući Owensovu i Clarkovu TV emisiju Hee Haw s ocem. Roditelji su ga poticali da nastavi svirati gitaru, no pod uvjetom da ne zanemaruje školovanje. Također su ga vodili u barove za odrasle kako bi tamo mogao nastupati navečer.
Johnovi prvi idoli bili su: The Monkees, Kiss, gitaristi Eddie Van Halen, Randy Rhoads, Jimi Hendrix i Yngwie Malmsteen.

## Diskografija
Samostalni albumi
- Vertigo (2004.)
- Songs for Sanity (2005.)
- The Devil Knows My Name (2007.)
- Requiem (2008.)
- Remixploitation (kompilacija, 2009.)
- The Art of Malice (2010.)
- God Told Me To (2012.)
- Careful with That Axe (2014.)

Rob Zombie
- Educated Horses (2006.)
- Zombie Live (2007.)
- Hellbilly Deluxe 2 (2010.)
- Venomous Rat Regeneration Vendor (2013.)
- The Electric Warlock Acid Witch Satanic Orgy Celebration Dispenser (2016.)